# Часка (Минесота)
Часка (енгл. Chaska) град је у америчкој савезној држави Минесота.

## Демографија
По попису из 2010. године број становника је 23.770, што је 6.321 (36,2%) становника више него 2000. године.
| Група             | 2000.          | 2010.          |
| Белци             | 15.786 (90,5%) | 19.814 (83,4%) |
| Афроамериканци    | 178 (1,0%)     | 590 (2,5%)     |
| Азијати           | 291 (1,7%)     | 871 (3,7%)     |
| Хиспаноамериканци | 1.013 (5,8%)   | 2.030 (8,5%)   |
| Укупно            | 17.449         | 23.770         |